# Spadaj!
Spadaj! (ang. Stick It, niem. Rebell in Turnschuhen) – amerykańsko-niemiecki komediodramat z 2006 roku w reżyserii Jessiki Bendinger.

## Opis fabuły
Siedemnastoletnia Haley Graham (Missy Peregrym) jest utalentowaną gimnastyczką. Z powodu trudnego charakteru wciąż popada w konflikt z prawem. Po ostatnim wybryku sędzia decyduje o wysłaniu dziewczyny do Akademii Gimnastycznej. Ta elitarna placówka słynie z surowych zasad i żelaznej dyscypliny.
Haley jednak ignoruje plan treningowy i naraża się reszcie zespołu. Dziewczynie próbuje pomóc doświadczony trener Burt Vickerman (Jeff Bridges). Dziewczyny z VGA (Vickerman Gymnastic Academy) nie przepadają za nią, gdyż nadal pamiętają, co Haley zrobiła na mistrzostwach świata. Z czasem jednak przekonują się do niej. Dzięki Haley dziewczyny z akademii, które nie mają pojęcia o zabawie, przekonują się jak to jest spędzić dzień z chłopakami.
Na zawodach razem z innymi zawodniczkami wywołują bunt. Same wybierają zwyciężczynie w poszczególnych dyscyplinach. Haley zostaje wybrana przez inne dziewczęta na zwyciężczynię w układzie dowolnym i to ona musi wystąpić, podczas gdy inne zawodniczki przyglądają się jej występowi. Haley podczas pobytu w akademii dzięki rozmowom z trenerem Vickermanem rozwiązuje swoje emocjonalne problemy.

## Obsada
- Missy Peregrym jako Haley Graham
- Jeff Bridges jako Burt Vickerman
- Vanessa Lengies jako Joanne Charis
- Maddy Curley jako Mina Hoyt
- Nikki SooHoo jako Wei Wei Yong
- Kellan Lutz jako Frank
- John Patrick Amedori jako Poot
- Tarah Paige jako Tricia Skilken
- Jon Gries jako Brice Graham
- Gia Carides jako Alice Graham
- John Kapelos jako Chris DeFrank
- Christine Cameron jako Judy
- Mio Dzakula jako Ivan
- Swietłana Efremowa jako Dorrie
- Brian Gattas jako Nick
- John Balma jako Artie
- Jamey Geston jako Gymnast
- Calli Ryals jako Gloria Javier